# Chleb gwdowski
Chleb gwdowski – rodzaj chleba, regionalny produkt piekarski, charakterystyczny dla gminy Szczecinek, 5 września 2013 wpisany na polską listę produktów tradycyjnych (zgłaszającymi byli Danuta i Lech Szlaz).

## Historia
Tradycja wypiekania chleba gwdowskiego datuje się od 1945, kiedy to z Ostrowca Świętokrzyskiego do Żółtnicy przybyła rodzina, w której kobiety według własnej receptury wypiekały chleby (żytnie i pszenno-żytnie). Przepis ten pochodził z okresu I wojny światowej. Piec, w którym dokonywano wypieku, nazywany był chlebownikiem. Od 1954 chleb gwdowski wypiekany jest przez mieszkańców Gwdy Wielkiej. W latach 60. XX wieku ciasto i trzydniowy zakwas wyrabiano w drewnianych dzieżach i nieckach, a cały proces zajmował prawie dobę. Piece chlebowe, używane w wypieku (200°C), zbudowane były w latach 30. XX wieku. Chleb gwdowski nie pleśnieje, tylko wysycha, a resztki nadają się do karmienia zwierząt.
Z wypiekaniem chleba gwdowskiego związane były różne lokalne obyczaje, które są cały czas praktykowane, np. w trakcie wykonywania prac w pomieszczeniu nie mogły przebywać osoby obce, a do pieca bochenki wkładała gospodyni.

## Charakterystyka
Bochenek chleba gwdowskiego ma chropowatą skórkę posypaną makiem. Na przekroju widoczne są ziarna słonecznika i siemienia lnianego (ewentualnie tylko siemienia lnianego). Bochen ma lekko słony, kwaśny smak, a zapach jest intensywny z wyczuwalną nutą charakterystycznego kwasu. Po upieczeniu chleb glazuruje się mąką wymieszaną z wodą i układa na liściach chrzanu lub kapusty.

## Nagrody i wyróżnienia
W 2012 chleb gwdowski zdobył I miejsce w konkursie „Nasze Kulinarne Dziedzictwo – Smaki Regionów” (Poznań) w kategorii produktów i przetworów pochodzenia roślinnego.